# Pueblo (popolo)
Con il termine Pueblo si possono indicare sia una tipologia di villaggi realizzati dai popoli indigeni americani nelle attuali aree del Nuovo Messico e Arizona, sia le popolazioni native che li abitavano. I Pueblo (talvolta usato al plurale Pueblos) sono un gruppo di popoli nativi americani originari del sud-ovest degli Stati Uniti (Nuovo Messico, Arizona e Texas), con tratti culturali comuni. La parola pueblo appartiene alla lingua spagnola e può significare indistintamente sia popolo sia villaggio; la parola spagnola deriva dal latino popŭlus che significa "popolo".

## Storia

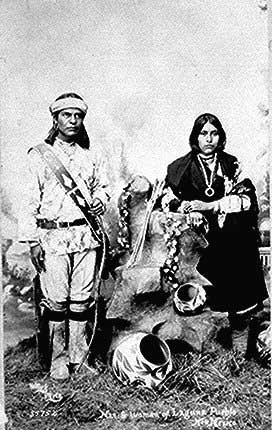
Pueblos della tribù Laguna

Comunemente si riteneva che i Pueblo fossero discendenti degli antichi Anasazi vissuti tra il VII secolo e la fine del XIV e diffusi in quelli che sono gli attuali territori del Colorado, Utah, Arizona e Nuovo Messico. Si pensava che dopo il collasso della civiltà Anasazi i loro discendenti si fossero divisi in varie tribù, andando a costituire nuovi pueblo nelle pianure o alla base delle montagne; i principali gruppi di questi sono gli Hopi, gli Zuñi, i Keres e i Tano e in seguito si unirono a loro altre due popolazioni dell'Arizona (discendenti degli Hohokam, "vicini di casa" degli Anasazi) come i Pima e i Papago.
In realtà, malgrado tutti i popoli pueblo mantenessero numerosi tratti della cultura materiale Anasazi (fra i quali per esempio, architettura, forme di irrigazione, tipi di sementi, modi di costruire attrezzi e armi), appartengono a origini varie (così come non è detto che gli Anasazi fossero un unico popolo), parlano lingue di ceppi anche notevolmente differenti, poco influenzate l'una dall'altra, ed hanno cosmogonie in parte simili ed in parte completamente differenti. Gli Zuni e gli Hopi sono alternativi candidati ad essere i discendenti degli Anasazi.
Tutti questi popoli nativi si distinguevano nella tessitura su telai, nella produzione di vasi molto apprezzati e nella lavorazione della creta, con decorazioni a motivi geometrici o raffiguranti animali, graffiti e pitture rupestri con figure antropomorfe, cesti e canestri, statuette e maschere raffiguranti gli spiriti kachina. Inoltre, in una terra molto arida, erano divenuti eccellenti agricoltori scavando enormi cisterne in cui poter raccogliere l'acqua piovana e irrigare con essa grandi estensioni di terreno, ritenute un bene comune del villaggio. Gli sciamani (uomini medicina) rivestivano grande importanza specialmente durante le cerimonie per propiziare la pioggia.
Erano anche buoni cacciatori di cervi, antilopi, orsi e puma; solo occasionalmente si spingevano nelle pianure per cacciare il bisonte, talvolta usavano trappole per catturare uccelli e piccoli mammiferi. In definitiva erano popolazioni pacifiche e laboriose, spesso prese di mira dei predoni Navajo e Apache. In caso di attacco essi si rifugiavano nei loro pueblo: tolte le scalette cercavano di bersagliare dall'alto i loro nemici ma spesso, data la loro indole poco feroce, gli assalitori riuscivano a saccheggiare parte del raccolto, uccidere diversi uomini e rapire donne e bambini da usare poi come schiavi.
Comunque non bisogna considerare i popoli pueblo pacifici per definizione o imbelli: Coronado dovette faticare non poco per sottometterli alla Spagna, mentre nel '600 si verificarono alcune grosse rivolte, condotte da sciamani anche contro i missionari che stavano progressivamente convertendo le popolazioni al cattolicesimo. La più grande rivolta Pueblo avvenne nel 1680 e fu terribile per la presenza spagnola nel Sud-Ovest degli Stati Uniti, la quale crollò. A capo di questa rivolta era uno sciamano, di cui non conosciamo il nome ma che era chiamato dagli spagnoli anche (con una certa ironia) Popé, "il Papa". In questa guerra furono coinvolti tutti i Pueblo eccetto un villaggio convertito al cattolicesimo.
Altre guerre si verificarono tra il 1692 e il 1751, spesso con evidenti sconfitte per le truppe spagnole e i coloni cattolici, ma portarono alla progressiva riconquista del territorio (grazie ai cannoni), sotto forma di patti e trattati bilaterali (grazie alla diplomazia). Da allora in poi i dominatori spagnoli furono molto cauti nel trattare con i Pueblo e riconobbero ad alcuni di essi diversi privilegi e terre, cosa che per esempio non riconobbero mai a tribù più bellicose (come gli Apache) che però, tutto sommato, non costituivano un grande pericolo perché poco numerosi.

## Tribù Pueblo
Dopo la vittoria degli Stati Uniti sul Messico del 1848 e prima ancora con il Trattato Adams-Onís del 1819, la gran parte dei territori abitati dei Pueblo passò sotto il governo degli Stati Uniti. Questi riconobbero le comunità indigene Pueblos, quelle a suo tempo definite dal re di Spagna cui si aggiunsero quelle provenienti dai territori del Messico ceduti nel Trattato di Guadalupe Hidalgo (1848) e con l'Acquisto Gadsden (1853).
Attualmente ci sono 21 gruppi Pueblos federalmente riconosciuti di cui 19 distribuiti nei territori del Nuovo Messico, uno nell'Arizona e uno nel Texas:

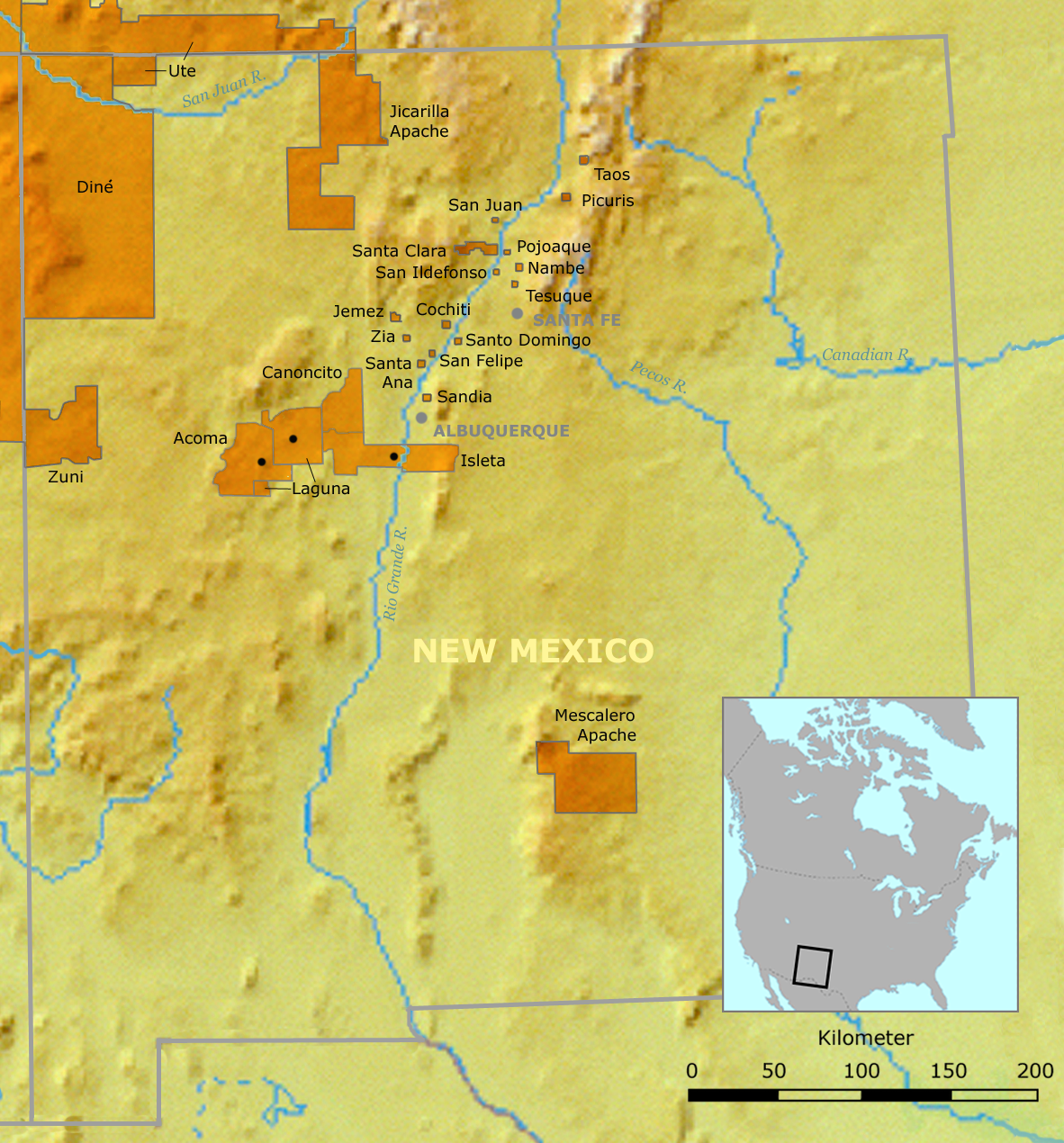
Pueblo del Nuovo Messico

Pueblo del Nuovo Messico:
- Pueblo di Acoma
- Pueblo di Cochiti
- Pueblo di Jemez
- Pueblo di Isleta
- Pueblo di Laguna
- Pueblo di Nambe
- Pueblo di Picuris

- Pueblo di Pojoaque
- Pueblo di San Felipe
- Pueblo di San Ildefonso
- Pueblo di San Juan
- Pueblo di Sandia
- Pueblo di Santa Ana

- Pueblo di Santa Clara
- Pueblo di Santo Domingo
- Pueblo di Taos
- Pueblo di Tesuque
- Pueblo di Zia
- Zuñi

Pueblo dell'Arizona:
- Hopi

Pueblo del Texas:
- Ysleta del Sur Pueblo

## Lo sguardo della scienza e dell'arte
Albert Einstein, in un testo riguardante la scienza e la religione, distingue in quest'ultima la visione antropomorfica dell'idea di Dio, e cosmica, valutando quest'ultima in un possibile rapporto con la scienza, quella che riguarda lo spirito religioso facilmente riscontrabile nello scienziato, ovvero la devozione alla scienza e, in certi casi, all'utopia. Einstein, dopo aver stigmatizzato la competizione e la lotta spietata per il successo e il timore di essere esclusi in quella che definisce umanità civilizzata, consiglia di leggere, a proposito degli indiani Pueblo, il libro di Ruth Benedict, Patterns of Culture. «Questa tribù, nelle condizioni più dure di esistenza, sembra aver adempiuto il difficile compito di liberare i suoi uomini dal flagello dello spirito di competizione e di incoraggiarli a un modo di vita cooperativo, libero da pressioni esterne e senza alcuna limitazione della propria felicità». La storia dell'arte aveva già una sua interpretazione dello stile di vita dei Pueblo attraverso Aby Warburg, che nel 1923 «pronunciò una conferenza sulle danze rituali degli indiani Pueblo d’America di fronte a medici e pazienti della clinica Bellevue di Kreuzlingen, in Svizzera, dove si trovava ricoverato dal 1921».